# Julius Erler
Alexander Julius Erler (* 19. Mai 1846 in Osterode; † nach 1931) war ein deutscher Reichsgerichtsrat.
1869 vereidigt, wurde der Preuße Erler 1874 Kreisrichter. 1879 erfolgte die Ernennung zum Amtsrichter und 1888 zum Amtsgerichtsrat. Landgerichtsrat wurde er 1891. 1893 wurde er zum Oberlandesgerichtsrat befördert. 1904 wurde er in den IV. Zivilsenat des Reichsgerichts berufen. Er trat 1914 in den Ruhestand. Er war Mitarbeiter im Reichsgerichtsrätekommentar.

## Schriften
- Reichsgerichtsräte-Kommentar (RGRK) 1910: §§ 1297–1588 BGB
- Ehescheidungsrecht und Ehescheidungsprozeß einschließlich Ehenichtigkeit und Eheungültigkeit im Geltungsgebiet des Preussischen Landrechts unter Berücksichtigung des Entwurfs eines Bürgerlichen Gesetzbuches für das Deutsche Reich, Berlin 1893.
- Die Sprache des neuen Bürgerlichen Gesetzbuchs, Berlin 1896 (Digitalisat der Universitäts- und Landesbibliothek Düsseldorf).
- „Die Kostenvorschusspflicht, die Kostensicherheitspflicht und das Armenrecht der Ausländer nach den Handelsverträgen des Deutschen Reichs“, Zeitschrift für deutschen Zivilprozess, Band 21 (1895), S. 259.
- „Das Wiederaufleben aufgelöster Ehen nach dem Bürgerlichen Gesetzbuche“, Deutsche Juristen-Zeitung  Jg. 1 (1896), S. 229.
- „Vorläufige Vollstreckbarkeit der oberlandesgerichtlichen Urteile im Falle des § 711 CPO“, Deutsche Juristen-Zeitung  Jg. 5 (1900), S. 437.
- „Unterhaltspflicht des Stiefvaters“, Das Recht – Rundschau für den deutschen Juristenstand, Band 23 (1919), S. 89.